# Pujo-le-Plan
Pujo-le-Plan is een gemeente in het Franse departement Landes (regio Nouvelle-Aquitaine) en telt 544 inwoners (1999). De plaats maakt deel uit van het arrondissement Mont-de-Marsan.

## Geografie
De oppervlakte van Pujo-le-Plan bedraagt 18,8 km², de bevolkingsdichtheid is 28,9 inwoners per km².
De onderstaande kaart toont de ligging van Pujo-le-Plan met de belangrijkste infrastructuur en aangrenzende gemeenten.

## Demografie
Onderstaande figuur toont het verloop van het inwonertal (bron: INSEE-tellingen).